# محمد خصروف (رياضي)
محمد خصروف من مواليد 14 ديسمبر 1965 هو لاعب جودو سابق، مثّل اليمن الشمالي في دورة الألعاب الأولمبية الصيفية لعام 1988 في فئة الوزن الزائد. انتهى في المركز 35.